# E-道

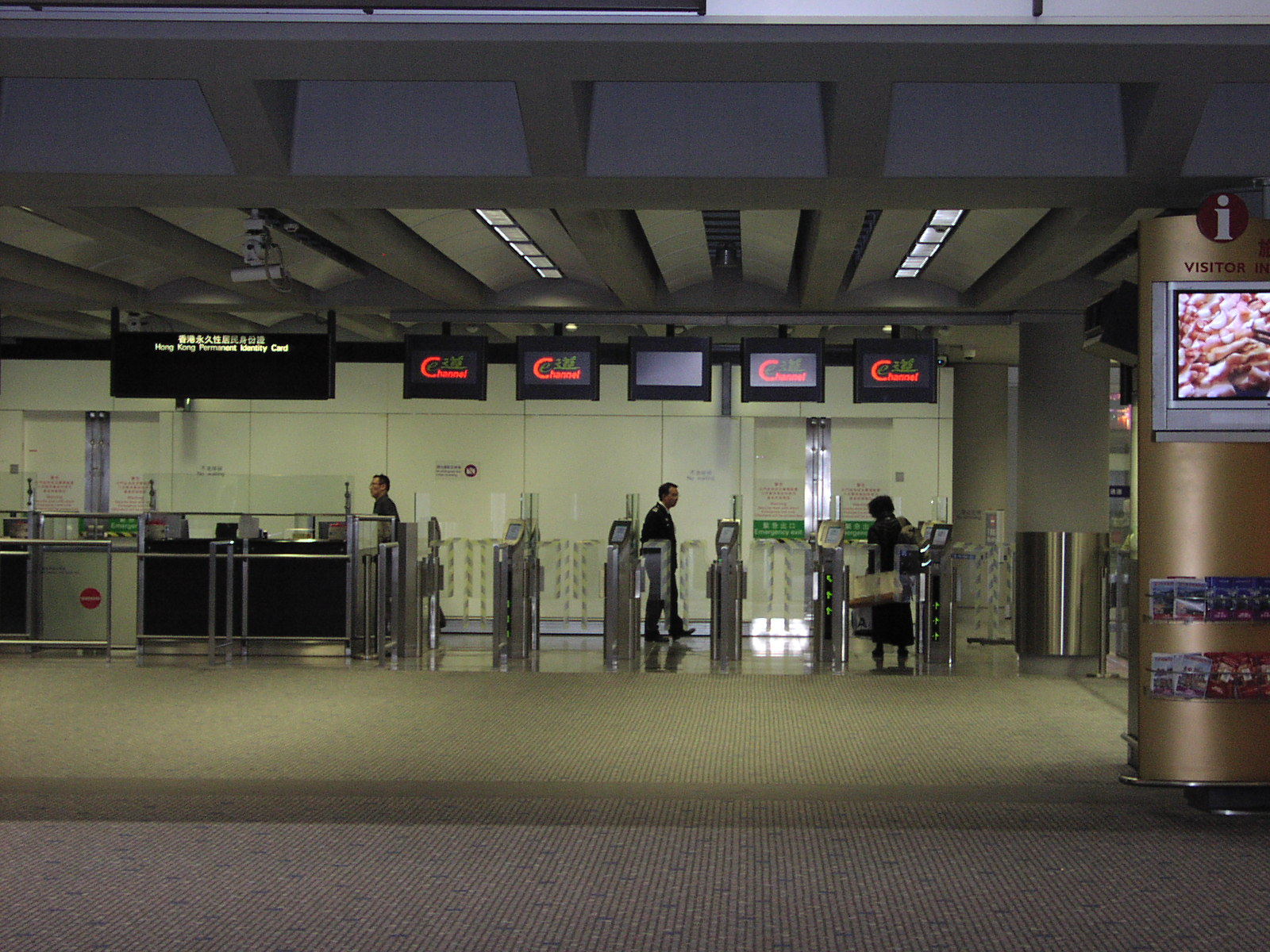
香港国際空港に設置されているe-道

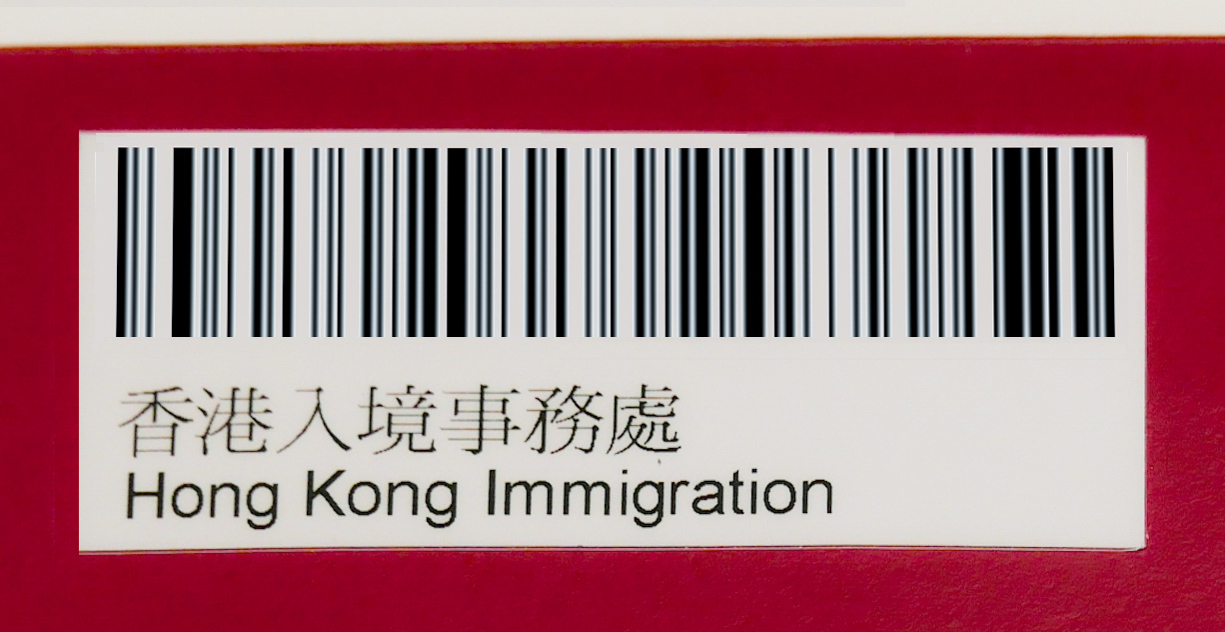
パスポートに貼られるバーコード
（見本）

e-道（英語: e-channel）とは、2004年12月16日に導入された香港の自動出入境ゲートである。
非接触型ICカードに置き換えられた香港IDカード（香港IC身分証）を所持する香港国民、あるいは香港在留資格のある外国人が利用できる。永住権のある住民でなくとも良い。現在、羅湖・紅磡駅などの鉄道駅、マカオ・フェリー・ターミナル（中環）・香港中国フェリーターミナル（九龍）、文锦渡・沙頭角・落馬洲の自動車専用のゲート、香港国際空港などに設置されている。
2008年より、従来香港居住者しか利用できなかった自動出入境ゲートを、1年間に香港への入国が3回以上ある者に発行される「香港国際空港フリークエントビジターカード（HKIA Frequent Visitor Card）」所持者、もしくは航空会社マイレージサービス上級会員資格保持者も利用できるようになった。2012年6月にはフリークエントビジターカード自体が廃止され、同様のサービスはバーコードを旅券裏表紙へ貼り付けて認識する、このe道に一本化されている。
かつて対象となったのは、香港国際空港の自動出入境ゲートのみであったが、2018年10月時点において香港国際空港の他に、羅湖、紅磡、落馬洲（香港入境のみ）、落馬洲支線、深圳灣、文錦渡、沙頭角、中國客運碼頭、港澳客輪碼頭、啓徳郵輪碼頭、屯門客運碼頭、高鐵西九龍、港珠澳大橋でも利用可能である。登録申請は香港国際空港での入境時（入国審査後、荷物受取前）、もしくは湾仔の香港入境事務處7階にある申請窓口に出向いて申請する、のいずれかである。またレーンはIDカードを使う居民用と、バーコードを使う外国人用の2種類があり、居民用レーンしかない場所（香港国際空港の第2ターミナル等）では、居住者以外は利用できない。